# Ration Farm (La Plus Douve) Annexe
Ration Farm (La Plus Douve) Annexe is een Britse militaire begraafplaats met gesneuvelden uit de Eerste Wereldoorlog, gelegen in het Belgische dorp Ploegsteert. De begraafplaats ligt 3,25 km ten noorden van het dorpscentrum en 900 m ten zuidoosten van Wulvergem. Ze werd ontworpen door George Goldsmith en wordt onderhouden door de Commonwealth War Graves Commission. Het terrein, met een oppervlakte van 1.459 m², heeft een lange rechthoekige vorm met een kleine uitsprong aan de zuidwestelijke hoek. De begraafplaats is aan drie zijden omgeven door een bakstenen muur en aan de oostelijke zijde, waar het Cross of Sacrifice staat, door een haag. Ze ligt 100 m van de weg af en is bereikbaar langs het erf van een boerderij. Aan de andere kant van de boerderij, 90 m zuidelijker, ligt La Plus Douve Farm Cemetery.
Er liggen 203 militairen begraven waarvan 9 niet meer geïdentificeerd konden worden.

## Geschiedenis
In de vallei van de Douvebeek bevonden zich twee boerderijen. Een ervan, La Petite Douve, was in november 1915 het doelwit van een geslaagde aanval door het 7th Canadian Infantry Battalion en de andere, die tijdens het grootste deel van de oorlog in geallieerde handen was, werd gebruikt als bataljonshoofdkwartier. Omdat hier 's nachts rantsoenen konden worden gebracht, werd deze boerderij ook Ration Farm genoemd. De begraafplaats werd gebruikt van januari 1915 tot januari 1918. 
Er worden nu 186 Britten, 12 Australiërs, 4 Nieuw-Zeelanders en 1 Duitser herdacht.

## Graven

### Onderscheiden militairen
- R. Stewart, sergeant bij de Argyll and Sutherland Highlanders werd onderscheiden met de Distinguished Conduct Medal (DCM).
- Vincent Thomas Stone, soldaat bij de Australian Infantry ontving de Military Medal (MM).

### Alias
- soldaat C. Duffield diende onder het alias C. Hodgkins bij het North Staffordshire Regiment.